# Eran Schaerf
Eran Schaerf (* 1962 in Tel Aviv-Jaffa) ist ein israelisch-deutscher Künstler, Autor, Hörspiel- und Filmemacher.

## Leben
Eran Schaerf studierte Architektur, zunächst von 1978 bis 1982 in Giv’atajim, danach von 1985 bis 1990 an der Hochschule der Künste Berlin.
Er wurde international bekannt durch seine Teilnahme bei der documenta IX in Kassel (1992) und bei der Aperto '93 in Venedig. Eran Schaerf ist seit 2016 Mitglied der Akademie der Künste in Berlin.
Zu Schaerfs Arbeiten gehören Installationen, Filme, Hörspiele und Publikationen. Eine Reihe von Filmen realisierte er zusammen mit der Philosophin Eva Meyer.

## Einzelausstellungen (Auswahl)
- 1988: (It’s) I prefer chocolate, Galerie Anselm Dreher, Berlin
- 1990: Sprechstunde, Künstlerhaus Bethanien Berlin; Künstlerhaus Stuttgart; Kunstverein Hamburg
- 1991: Schneider u. Sohn, längen, Kürzen, Rosen, Zwinger Galerie, Berlin
- 1994: We is o.k., De Vleeshal, Middelburg
- 1995: Zaun-Town, Portikus, Frankfurt am Main
- 1996: Re-enactment, Bahnwärterhaus, Esslingen a. N.[1]
- 1997: Recasting, Museum van Hedendaagse Kunst Antwerpen, Kunstverein München, Le Collège / FRAC Champagne-Ardenne, Reims
- 1999: Scenario Data, Kunsthalle Bern / Projektraum
- 2002: Some time later, Neuer Berliner Kunstverein, Bonner Kunstverein
- 2009: Wanderblog, Atelier Amden
- 2010: Wanderblog, Villa Romana Florenz
- 2013: fm-scenario – Die Stimme des Hörers, Hartware MedienKunstVerein Dortmund; ZKM Karlsruhe; Museum für Konkrete Kunst, Ingolstadt; Les Complices Zürich; Disorder of Appearance, Akademie der Künste (Berlin)
- 2013: Disorder of Appearance, Akademie der Künste Berlin
- 2015: And Charlotte Perriand brought a new object to the office every morning, Etablissement d’en face, Brüssel

## Gruppenausstellungen (Auswahl)
- 1987: From the news Agency, Künstlerhaus Bethanien Berlin
- 1987: Art Forum ’87, Art Basel
- 1991: Take Over, Fabian Carlsson Gallery, London
- 1991: Open Box, Karl Ernst Osthaus Museum, Hagen
- 1991: Interferenzen, Art from West Berlin 1960-90, Riga
- 1991: The Wealth of Nations, Centre For Contemporary Art Ujazdowskie, Warschau
- 1992: documenta 9, Kassel
- 1992:  Qui, Quoi, Òu? Un regard surr l’art en allemagne en 1992, Musée d’Art Moderne de la ville de Paris
- 1993: Sonsbeek 93, Arnhem
- 1993: Aperto, Biennale di Venezia
- 1994: This is the show and the show is many things, Museum van Hedendaagse Kunst, Gent
- 1995: Glaube, Hoffnung, Liebe, Tod, Kunsthalle Wien
- 1997: Enterprise, Institute of Contemporary Art, Boston
- 1998: Manifesta 2, Luxemburg
- 1999: Talk. Show. Die Kunst der Kommunikation, Von der Heydt-Museum Wuppertal, Haus der Kunst München
- 1999: The Sultan’s Pool, 3rd International Biennale Jerusalem
- 2000: Proper, Contemporary Art Centre, Vilnius
- 2004: Territories, Malmö Kunsthall
- 2005: Life. Once More, Witte de With, Rotterdam
- 2006: Übersetzung. Text als Bild, Nationalgalerie im Hamburger Bahnhof, Berlin
- 2007: Skulptur Projekte Münster 07
- 2008: Sex brennt. Magnus Hirschfelds Institut für Sexualwissenschaft und die Bücherverbrennung, Berliner Medizinhistorischen Museum der Charité
- 2009: Of Other Spaces, Columbus College of Art & Design, Ohio
- 2011: Chewing the Scenery, 54. Biennale di Venezia
- 2012: Between Walls and Windows. Architektur und Ideologie, Haus der Kulturen der Welt, Berlin
- 2012: Don’t Smile, Kunstmuseum Liechtenstein
- 2012: Theatrical Fields, Contemporary Art Centre, Singapore
- 2015: Vot ken you mach? Kunst, Filme, Konzerte, Lesungen, Gespräche, Comics zu jüdischen Identitäten in Europa heute, Contemporary Art Museum, Wrozlaw
- 2016: [un]erwartet. Die Kunst des Zufalls, Kunstmuseum Stuttgart[2]

## Werke in Öffentlichen Sammlungen (Auswahl)
- Muzeum Współczesne Wrocław
- Museum Ludwig Köln
- Centre Pompidou – Musée National d’Art Moderne, Paris
- Kunsthalle Hamburg
- Sammlung Stiftung Kunsthalle Bern
- Museum van Hedendaagse Kunst Antwerpen
- Vleshal Middelburg
- FRAC Champagne Ardenne Reims
- Institut Für Auslandsbeziehungen Stuttgart
- Neuer Berliner Kunstverein Artothek

## Hörspiele (Auswahl)
- 1997: Wie gesagt. Theater- oder Taxistück, Realisation: Eran Schaerf und Bernhard Jugel, BR Hörspiel und Medienkunst.
- 1999: Europa von weitem, mit Eva Meyer. Realisation: Eran Schaerf und Eva Meyer, Komposition: Inge Morgenroth, BR Hörspiel und Medienkunst.
- 2001: Unmöglichkeiten neu gemischt, mit Eva Meyer, Realisation: Eran Schaerf und Eva Meyer, BR Hörspiel und Medienkunst.
- 2002: Die Stimme des Hörers, mit Peter Veit, Regie: Eran Schaerf. BR Hörspiel und Medienkunst/Intermedium2/ZKM. Als Podcast/Download im BR Hörspiel Pool.[3] als Hörspiel des Jahres ausgezeichnet.
- 2004: Flashforward (mit Eva Meyer). Mit Elfriede Jelinek, Laurence Rickels, Hinrich Sachs, Inga Svala Thorsdottir, Suchan Kinoshita, Mitja Tušek. Komposition: noto aka carsten nicolai. Regie: Eva Meyer/Eran Schaerf. BR Hörspiel und Medienkunst/intermedium/Haus der Kunst München. Als Podcast/Download im BR Hörspiel Pool.[4]
- 2005: Sie hörten Nachrichten, mit Peter Veit, Realisation: Eran Schaerf, Produktion: BR Hörspiel und Medienkunst. Als Podcast/Download im BR Hörspiel Pool.[5]
- 2009: Nichts wie Jetzt, mit Franziska Ball, Pauline Boudry, Peter Veit. Regie: Eran Schaerf. BR Hörspiel und Medienkunst. Als Podcast/Download im BR Hörspiel Pool.[6]
- 2009: Polizei Feedback. Ein Interview mit René Magritte. BR Hörspiel und Medienkunst.
- 2009: Heute ist Mittwoch der 10. Dezember, mit Peter Veit. Regie: Eran Schaerf. BR Hörspiel und Medienkunst. Als Podcast/Download im BR Hörspiel Pool.[7]
- 2011: Die ungeladene Zeugin, mit Marina Marosch, Achim Bogdahn, Silvie Sperlich, Peter Veit. Realisation: Eran Schaerf. BR Hörspiel und Medienkunst. Als Podcast/Download im BR Hörspiel Pool.[8]
- 2012: FM-Scenario – where palms stand – mask – delay, mit Samuel Streiff, Peter Veit, Achim Bogdahn. Realisation: Eran Schaerf, Montage: Valerie Smith. BR Hörspiel und Medienkunst/A Production e. V. Berlin/Hartware MedienKunstVerein Dortmund/Haus der Kulturen der Welt Berlin/Les Complices* Zürich/Museum für Konkrete Kunst Ingolstadt/ZKM Karlsruhe. Gefördert durch die Kulturstiftung des Bundes. Als Podcast/Download im BR Hörspiel Pool.[9]
- 2013: FM-Scenario – Sendesprache – verdeckte Operation – Ansage – Fehler. Zusammenstellung: Inke Arns, BR Hörspiel und Medienkunst.
- 2013: FM-Scenario – szenischer Alltag – Geschlecht – Rotkäppchen – Realitätswettlauf, Zusammenstellung: Margit Rosen, BR Hörspiel und Medienkunst.
- 2013: FM-Scenario – Vielleicht-Identität – Darstellerlose Aufführung, Zusammenstellung: Peter Steckroth, BR Hörspiel und Medienkunst.
- 2014: Eran Schaerf: 1001 Wirklichkeit. Fortsetzungen eines unabgeschlossenen Romans. nach Fragmente des Romans Tamra von Jacqueline Kahanoff (Bearbeitung: Andrea Thal) Mit Gastauftritten von Pauline Boudry, Elfriede Jelinek, Leonhard Koppelmann, Stephanie Metzger, Eva Meyer, Uriel Orlow und Tim Zulauf. BR Hörspiel und Medienkunst/Berlin Documentary Forum. Als Podcast/Download im BR Hörspiel Pool.[10]
- 2014: FM-Scenario – Die Stimme des Hörers – Benutzerinnen – Montagen aus dem Online-Studio, mit Pauline Boudry, Peter Veit, Samuel Streiff, Franziska Ball. Montage: Transmedia-Figaro, cut 1, Jean, im bild, bastian_996, still searching, Curation compilation, drawn person. Realisation: Eran Schaerf. BR Hörspiel und Medienkunst/u. a. Als Podcast/Download im BR Hörspiel Pool.[11]
- 2015: Doppelbesetzung, mit Peter Veit, Franziska Ball, Pauline Boudry, Achim Bogdahn, Marina Marosch, Tim Gerrit Koehler. Zusammenstellung aus Modulen des Online-Studios fm-scenarion.net: Joerg Franzbecker/Eran Schaerf. BR Hörspiel und Medienkunst. Als Podcast/Download im BR Hörspiel Pool.[12]
- 2016: Ich hatte das Radio an mit Tim Heller, Musik: Normal Love (Pauline Boudry, Ben Kaan). Als Podcast/Download im BR Hörspiel Pool.[13]
- 2024: Europa, halbnah – Obwohl wir wieder da sind, werden wir doch nie zurückkehren (zusammen mit Eva Meyer), Regie: die Autoren, Komposition: Suchan Kinoshita. Als Podcast/Download im BR Hörspiel Pool.[14]

## Frequenzmoduliertes Szenario
FM-Scenario ist ein intermediales Projekt von Eran Schaerf, das das Internet als Produktionsort nutzt, um Inhalte für weitere Medien zu generieren. Das auf fm-scenario.net bereitgestellte Archiv der Audio-Module wurde erstellt unter Verwendung von Schaerfs beim Bayerischen Rundfunk produzierten Nachrichtenhörspielen. FM-Scenario ist eine Kooperation von BR Hörspiel und Medienkunst/A Production e. V. Berlin/Hartware MedienKunstVerein Dortmund/Haus der Kulturen der Welt Berlin/Les Complices* Zürich/Museum für Konkrete Kunst Ingolstadt; ZKM Karlsruhe. Gefördert wird das Projekt durch die Kulturstiftung des Bundes. Weitere Informationen auf der Webseite von BR Hörspiel und Medienkunst.

## Filme (mit Eva Meyer)
- 1997: Wie gewohnt. Ein Versatzstück, 27 Min. 21 Sek.
- 1997: Comme d’habitude. Une pièce à engager, 26 Min. 40 Sek.
- 1998: Documentary Credit, 71 Min.
- 1999: Record: I Love You, 8 Min.
- 1999: Europa von weitem, 73 Min. 46 Sek.
- 2001: Europe From Afar, 73 Min. 46 Sek.
- 2004: Flashforward, 57 Min.
- 2007: Sie könnte zu Ihnen gehören / She Might Belong to You, 37 Min.
- 2008: Mein Gedächtnis beobachtet mich, 28 Min.
- 2010: Pro Testing, 11 Min.
- 2014: Der Gedanke der Unterbrechung, 12 Min.

## Publikationen
- Folding Public Plans/Öffentliche Pläne falten. Künstlerbuch mit Texten, Zeichnungen, Fotos, Legenden. Imschoot uitgevers, Gent/De Vleeshal, Middelburg/Portikus, Frankfurt am Main 1994. ISBN 90-72191-75-7
- Re-enactment. Galerie der Stadt Esslingen a. N./Goethe House New York 1996
- Recasting. Museum van Hedendaagse Kunst Antwerpen/Kunstverein München/FRAC Champagne-Ardenne, Reims 1997
- Gedächtnis zu zweit. For the Performance of Europe. (mit Eva Meyer). Nachwort von Elfriede Jelinek. Herausgegeben von BR Hörspiel und Medienkunst, ZKM Karlsruhe, Kunstverein München. belleville, München 2000. ISBN 978-3-933510-80-8
- fm-scenario – where palms stand – mask – delay. Edited by Herbert Kapfer/Joerg Franzbecker. Bedford Press, London 2012. ISBN 978-1-907414-25-1
- Frequenzmoduliertes Szenario. Hrsg. von Herbert Kapfer/Joerg Franzbecker. intermedium/belleville, München 2015. ISBN 978-3-943157-61-1
- Frequency-Modulated Scenario. Edited by Herbert Kapfer/Joerg Franzbecker. Archive Books, Berlin 2015. ISBN 978-3-943620-34-4
- mit Itamar Gov und Hila Peleg: Ein jüdischer Garten. Anthologie, Hanser, München 2022, ISBN 978-3-446-27468-6
- Gesammeltes Deutsch. transversal texts, Wien 2023, ISBN 978-3-903046-40-5

## Preise und Auszeichnungen (Auswahl)
- 1993: ars viva-Preis 93/94
- 1999: Kunstpreis Bildende Kunst, Akademie der Künste, Berlin/Förderungspreis
- 1999: Internationale Preis des Landes Baden-Württemberg für bildende Kunst/Förderpreis
- 2001: Internationaler Medienkunstpreis, ZKM/SWR. Nominierung; mit Eva Meyer
- 2002: Hörspiel des Jahres, für Die Stimme des Hörers
- 2013: Käthe-Kollwitz-Preis, Akademie der Künste, Berlin